# Codeina
La codeina (3-Metilmorfina) (Codeinum, morfina-3-metiletere; dal francese codéine, dal greco Kódeia, testa di papavero), è un alcaloide, un isomero naturale di morfina metilato; è un oppiaceo utilizzato per l'analgesia. Viene ottenuta prevalentemente tramite metilazione della morfina, l'alcaloide principale del Papaver somniferum.
Viene somministrata per via orale, sottocutanea, intramuscolare o rettale. La codeina è utilizzata principalmente come analgesico, spesso in combinazione con il paracetamolo o l'acido acetilsalicilico. Viene usata anche come antitussivo e antidiarroico. L'uso per la sedazione della tosse, asciugando le secrezioni può indurre nei broncopatici crisi di insufficienza respiratoria. Può causare cefalea, sedazione, depressione, euforia, ipotensione, tachicardia, stitichezza, vomito. La codeina ha un effetto dieci volte meno potente della morfina, pertanto produce assuefazione fisica in modo proporzionale e provoca una bassa dipendenza psicologica, a meno che si tratti di individui già in passato assuefatti agli oppiacei per i quali va considerata una particolare attenzione.

## Usi
La codeina è usata per trattare il dolore da lieve a moderato e per alleviare la tosse. Viene anche usata per trattare la diarrea e la sindrome dell'intestino irritabile, sebbene per la diarrea grave siano usati più frequentemente la loperamide, il difenossilato, il paregorico e anche il laudano. La codeina si potrebbe usare nel dolore da cancro, ma è associata ad un aumento degli effetti collaterali. La FDA sconsiglia l'uso al di sotto dei dodici anni di età.

### Indicazioni terapeutiche
In Label:
- Trattamento del dolore da lieve a moderato.
- Trattamento della tosse, diidrocodeina (inclusa nella Paracodina).

Off-label:
- Diarrea da lieve a moderata.
- Sindrome dell'intestino irritabile
- Narcolessia

### Formulazioni
La codeina è disponibile in compresse, capsule o sciroppo in preparazione galenica, mentre nelle preparazioni commerciali è disponibile in combinazione con il paracetamolo sotto il nome commerciale di Co-Efferalgan (compresse dure e effervescenti), Tachidol (compresse dure, effervescenti, bustine e sciroppo) e Lonarid (compresse dure e supposte). La codeina si trova anche combinata all'aspirina (Co-codaprin) e l'ibuprofene (Nurofen Plus). Esistono anche medicinali equivalenti a base di codeina in associazione con altri farmaci. Nel farmaco antitosse Paracodina è presente sotto forma di diidrocodeina. È necessaria una prescrizione medica non ripetibile in quanto la codeina è sottoposta alla legge sulle sostanze stupefacenti in Italia, D.P.R 309/90, dove è riportata nella tabella dei Medicinali sezione D e nella Tabella dei Medicinali sezione E (soltanto per Lonarid).

### Esempi di Specialità medicinali contenenti Codeina
- Codamol ® (in associazione a paracetamolo).
- Co-Efferalgan ® (in associazione a paracetamolo).
- Tachidol ® (in associazione a paracetamolo).
- Brufecod ® (in associazione a ibuprofene).
- Paracodina ® (sotto forma di diidrocodeina).

## Interazioni
La codeina è il farmaco alternativo al tramadolo per il dolore da lieve a moderato; qualora si riscontrasse una bassa analgesia, occorre sostituirlo con oppiacei forti:
 tapentadolo, buprenorfina, morfina, idrocodone, ossicodone, idromorfone, metadone e fentanyl. Altre serie di derivati della codeina comprendono isocodeina e suoi derivati, sviluppati in Germania intorno al 1920. Correlati alla codeina, in altri modi, sono: Codeine-N-ossido (Genocodeine), correlato alla morfina, derivati dell'azoto, come il methobromide codeina, e heterocodeine, che è una droga 6 volte più forte della morfina e 72 volte più forte di codeina, a causa di una sistemazione della molecola. L'interazione con benzodiazepine, oppiacei, fenotiazine, antipsicotici, psicofarmaci o altri depressori del sistema nervoso centrale SNC, può produrre depressione respiratoria, sedazione e sonnolenza. Altre interazioni: ormoni della tiroide, agonisti parziali, agonisti-antagonisti e antagonisti degli oppioidi; vanno poi aggiunti la buprenorfina, la pentazocina, la dezocina, la nalbufina, il butorfanolo e il naloxone. L'associazione con questi principi attivi può portare ad una minore attività analgesica, o azzerare l'analgesia, e portare a sindrome da astinenza in caso di utilizzo protratto della codeina.

## Effetti collaterali
Gli effetti collaterali comuni associati all'uso della codeina includono sonnolenza e costipazione. Meno comuni sono prurito, nausea, vomito, secchezza delle fauci, miosi, ipotensione ortostatica, ritenzione urinaria, euforia e disforia. Gli effetti avversi rari includono anafilassi, convulsioni, pancreatite acuta e depressione respiratoria. Come per tutti gli oppiacei, gli effetti a lungo termine possono variare, e includono calo della libido, apatia e perdita di memoria. Alcune persone possono avere reazioni allergiche alla codeina, che si presentano sotto forma di gonfiore ed eruzioni cutanee. La tolleranza a molti degli effetti della codeina, compresi gli effetti terapeutici, si sviluppa dopo l'uso prolungato. 
Una reazione avversa al farmaco grave, tipica degli oppioidi, è la depressione respiratoria. La depressione è dose-dipendente ed è uno degli effetti potenzialmente fatali in caso di sovradosaggio. Poiché la codeina viene metabolizzata in morfina, la morfina può passare attraverso il latte materno in quantità potenzialmente letali, deprimendo la respirazione del bambino.
«Nei pazienti che hanno subito l'asportazione della cistifellea, la codeina può indurre dolore addominale biliare o pancreatico acuto, generalmente associati con anomalie nei test di laboratorio, indicative di spasmo dello sfintere di Oddi.»

### Dipendenza da codeina e conseguente astinenza

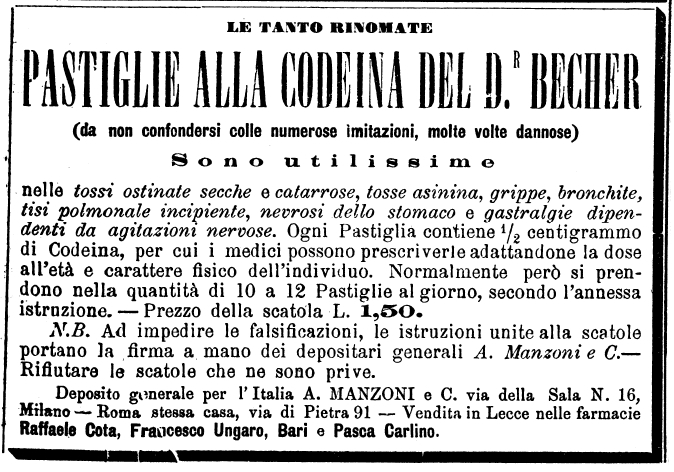
1879: pubblicità su un quotidiano di pastiglie alla codeina

Come per gli altri oppiacei, l'uso cronico di codeina può portare dipendenza fisica e psicologica. Quando si è sviluppata dipendenza fisica, e si interrompe improvvisamente il farmaco, si possono verificare sintomi da astinenza da oppiacei. I sintomi includono: rinorrea, sbadigli, sudorazione, insonnia, debolezza, crampi allo stomaco, nausea, vomito, diarrea, spasmi muscolari, brividi, irritabilità, e il ritorno del dolore. Per ridurre al minimo i sintomi di astinenza, gli utilizzatori a lungo termine dovrebbero gradualmente ridurre la codeina sotto la supervisione di un medico.

## Farmacologia

### Farmacodinamica
La codeina è un oppiaceo. È un agonista selettivo del recettore μ-oppioide (MOR). La codeina ha un'affinità relativamente debole per il recettore MOR, infatti non agisce direttamente su di esso, ma funge da profarmaco dei suoi principali metaboliti attivi: la morfina e la codeina-6-glucuronide, che sono agonisti molto più potenti del MOR.

### Meccanismo d'azione
La codeina agisce sul sistema nervoso centrale dando analgesia. Viene metabolizzata in morfina nel fegato, che è dieci volte più potente sul recettore μ. I recettori oppioidi sono recettori accoppiati a proteine G che regolano positivamente e negativamente la trasmissione sinaptica. Il legame della codeina o della morfina al recettore μ per gli oppioidi provoca l'iperpolarizzazione del neurone che porta all'inibizione del rilascio di neurotrasmettitori nocicettivi, causando un effetto analgesico e una maggiore tolleranza al dolore data dalla ridotta eccitabilità neuronale.

### Farmacocinetica
La codeina è metabolizzata dal fegato nei composti attivi morfina-6-glucuronide e morfina-3-glucuronide. Circa il 5-10% della codeina viene convertito in morfina, per formare codeina-6-glucuronide o in norcodeina. È meno potente della morfina, ma come tutti gli oppiacei l'uso continuato di codeina induce dipendenza fisica. Tuttavia, i sintomi di astinenza sono relativamente lievi e di conseguenza la codeina è molto meno pesante rispetto agli altri oppiacei.
La codeina è in generale utilizzata in dosi da 30 a 60 mg ogni 4 o 6 ore; presenta un effetto tetto per cui dopo una certa dose l'analgesia non aumenta e aumentano soltanto gli effetti collaterali (massima dose 240 mg in 24 ore). Trattandosi di un analgesico oppiaceo debole (appartenenza al secondo gradino della scala OMS) la codeina procura una lieve analgesia, per cui quando il dolore è più forte o la codeina perde potere antalgico (assuefazione) è necessario passare ad un altro oppiaceo come tapentadolo, ossicodone, morfina e fentanyl.
La codeina è metabolizzata a codeina-6-glucuronide (C6G) dall'uridina difosfato glucuronosiltransferasi UGT2B7, e, dal momento che solo circa il 5% della codeina è metabolizzata dal citocromo P450 CYP2D6, la prova attuale è che C6G è il composto attivo primario. Le affermazioni riguardanti il presunto "effetto tetto" della codeina si basano sul presupposto che alte dosi di codeina saturino CYP2D6, impedendo l'ulteriore conversione di codeina a morfina.
Non vi è inoltre alcuna prova che l'inibizione del CYP2D6 sia utile nel trattamento della dipendenza da codeina, anche se la trasformazione della codeina a morfina (e quindi quella ulteriore in coniugati morfina-glucuronide) ha un effetto sul potenziale abuso di codeina.